# Eten x500+
Eten Glofiish X500+ – smartphone produkowany przez firmę Eten, posiadający prawie wszystkie dostępne moduły łączności: GSM, Bluetooth, WLAN, GPS oraz radio z RDS. Jego premiera odbyła się w maju 2007.
Eten Glofiish X500+ to odświeżona wersja E-ten Glofiish X500. Najważniejszą różnicą między tymi modelami jest to, że nowe urządzenie jako pierwsze z ekranem 2,8" posiada ekran o rozdzielczości VGA – 640 na 480 pixeli. Do tej pory takie ekrany były spotykane w co najmniej 3,5 calowych palmtopach.

## Dane techniczne
- Producent: E-TEN
- Procesor: Samsung R2442 400mhz
- Pamięć RAM: 64 MB SDRAM
- Pamięć ROM: 128 MB Flash ROM
- Typ wyświetlacza: Dotykowy TFT LCD
- Rozdzieloczość: 640 × 480 pikseli
- Przekątna ekranu: 2,8 cala
- Liczba kolorów: 65 tys. kolorów,
- Podświetlanie ekranu: Tak, 10 stopni podświetlenia ekranu
- USB: posiada mini USB 1.1
- Bluetooth: Bluetooth v2.0
- Wireless LAN: WiFi IEEE 802.11b+g
- GSM/GPRS: GSM/GPRS/EDGE 900/1800/1900 MHz
- Gniazdo MMC/SD: microSD
- Aparat cyfrowy: o rozdzielczości 2 Mpix z AutoFocusem, trybem Makro z możliwością nagrywania wideo
- Multimedia: Radio FM z RDS
- Wbudowane głośnik
- Wbudowany mikrofon
- Wbudowane stereofoniczne gniazdo słuchawkowe
- Wprowadzanie danych: Wirtualna klawiatura
- System rozpoznawania pisma Block Recognizer
- System rozpoznawania pisma Letter Recognizer
- System rozpoznawania pisma Microsoft Transcriber
- Zasilanie: Wymienny akumulator litowo-polimerowy 1530 mAh
- CZAS PRACY:

• rozmowy 5 – 7 h
- - czuwania 150 – 200 h
  - pracy PC 10 – 15 h
  - pracy GPS 5 – 7 h
- Wymiary: 59.5 × 113 × 15.5

146 146 gram
- System operacyjny (OS): Windows Mobile 6.0 Professional z polską nakładką
- Inne: Wbudowany odbiornik GPS z obsługą TMC
- Wbudowany odtwarzacz MP3

Pozostałe: alarm wibracyjny, obsługa funkcji speakerphone, dzwonki polifoniczne, odtwarzacz wideo, wbudowany dyktafon.